# Кларет, Льюис
Льюи́с Кларе́т-и-Се́рра (кат. Lluís Claret i Serra; род. 10 марта 1951 года, Андорра-ла-Велья) — андоррский виолончелист, сын эмигрировавших из-за франкизма каталонцев.
Первые уроки музыки получил в родной стране. С 1964 г. учился в Барселоне под общим руководством композитора Энрика Казальса (брата Пабло Казальса), затем совершенствовал своё мастерство в Риме у Раду Алдулеску, в Париже у Мориса Жандрона, в Индианском университете у Евы Янцер. В 1977 г. стал первым лауреатом Международного конкурса виолончелистов Мстислава Ростроповича, победил также в 1976 г. на конкурсе Пабло Казальса.
В репертуаре Кларета важное место занимает музыка таких новейших композиторов, как Анри Дютийё, Пьер Булез, Витольд Лютославский, Янис Ксенакис. В то же время он исполняет и классический репертуар, записав, в частности, Шесть сюит Баха, сонаты Шуберта, Мендельсона, Шопена и Рихарда Штрауса (все с пианистом Аленом Плане). В 1981—1993 гг. Кларет входил в состав Барселонского трио.
Кларет ведёт преподавательскую деятельность в Барселонской и Тулузской консерваториях.
Награждён каталонским орденом Крест Святого Георгия (1996).